# チャリング駅
チャリング駅（チャリングえき、英語: Charing station）は、イギリス、ケント州チャリングにある鉄道駅である。この駅とすべての列車はサウスイースタンが営業している。この駅は1884年7月1日に開業した。 

## サービス
オフピークの典型的なサービスは1時間に1本、アシュフォード国際駅へ運行。これと同様にメイドストーン・イースト駅経由でロンドン・ヴィクトリア駅へ運行する。

## 隣の駅
ナショナル・レール
■サウスイースタン
ミッドストーン・イースト線
レンハム駅 - チャリング駅 - アシュフォード国際駅